# Fartygsbefälsexamen klass VIII
Fartygsbefälsexamen klass VIII ger i Sverige behörighet att vara befälhavare på ett fartyg på högst 20 i dräktighet (20 Brutto, det vill säga båt på ca 12–15 m) och med högst 12 passagerare i kommersiell inre fart, med inre fart menas svenska skyddade vatten och svenska vatten nära skydd. Med registrerad sjötid (tjänstgöring) ger examen rätt att framföra fartyg på högst 70 i dräktighet (Brutto). Kursen omfattar i Transportstyrelsens kursplan 100 timmar, där 1 timme består 40 minuter. De flesta kursarrangörer erbjuder kurser om en knapp vecka och kan även genomföras som distansutbildning. Motsvarande äldre examen kallades skepparexamen, och gäller fortfarande som behörigt kompetensbevis för yrkesmässig trafik. De som tagit Kustskepparintyget under de senaste 12 månaderna kan numera ta Fartygsbefälsexamen klass VIII på 3–5 dagar, då navigationen på Kustskepparintyget är att jämställa med navigationen på Fartygsbefäl klass VIII och därmed kan tillgodoräknas.
Fartygsbefäl klass VIII är en yrkesutbildning medan Kustskepparintyg är en fritidsutbildning.
Med en godkänd examen i Fartygsbefälexamen klass VIII kan man arbeta på mindre båtar. För att kunna vara befälhavare på svenska handelsfartyg i inre fart med en maximal dräktighet om upp till 70 Brutto behövs både en examen i Fartygsbefäl klass VIII och fullgjord däcktjänstgöring (sjötid). Däcktjänstgöring är inte ett krav för examen i Fartygsbefäl klass VIII, men ger behörighet att framföra större fartyg. Man kan göra däcktjänstgöring på olika sätt och på olika fartygsstorlekar:
- 12 månaders tjänstgöring som befälhavare ombord på fartyg större än 6 meters skrovlängd ger behörighet att föra befäl ombord på fartyg upp till 40 Brutto (GT)[4]
- 12 månaders däcktjänstgöring varav minst 6 månader på fartyg i inre fart, där tjänstgöringen ska ha bestått av uppgifter som har samband med vakthållning på bryggan och skett under uppsikt av ett fartygsbefäl med nödvändig kunskap och erfarenhet för uppdraget ger en behörighet att föra befäl ombord på fartyg upp till 70 Brutto (GT),[5]  eller
- 24 månaders däckspraktik i inre fart på den fartygstyp behörigheten avser, och inför fartygsinspektör[6] ha avlagt godkänt prov i att upprätthålla fartygets säkerhet. Ger behörighet att föra befäl ombord på fartyg upp till 70 Brutto (GT)[5]

Däckstjänstgöring enligt andra punkten ska vara fullgjord på ett fartyg med en bruttodräktighet om minst 20. Behörigheten enligt tredje punkten ska begränsas till att vara giltig för tjänstgöring på ett visst fartyg. 
Vid ansökan om behörighet för första gången får ens Fartygsbefälsexamen klass VIII inte vara äldre än 5 år.